# Metameur
Metameur ou Om Ettamer (arabe : أمّ التمر) est un village du sud de la Tunisie, à quelques kilomètres au nord de Médenine, sur la route de Gabès.
Fondé aux environs du XIVe siècle, il s'est développé autour d'un ensemble de ksour de plaine (Ksar Ouled Abdallah, Ksar El Khoukha, Ksar Essouk, Ksar El Ghoula et Ksar Ouled Meftah) installé sur une petite colline dominant l'oued. Elle est historiquement habité par la tribu des Harrarza, issue des Khezour des Ouerghemma.